# Viki Ivanović
Viki Ivanović (Nova Gradiška, 1979.) hrvatski je sportski novinar, televizijski komentator i urednik.
Rodio se u Novoj Gradiški, rodom je iz Kovačevca kraj Nove Gradiške. Pohađao je Gimnaziju u Novoj Gradiški, a nakon toga diplomirao je novinarstvo u Zagrebu. Na HTV-u radi od 2001. godine.
Bio je voditelj projekta Olimpijskih igara u Tokiju 2021. na HTV-u. Prenosio je kao sportski komentator mnoga sportska natjecanja na Olimpijskim igrama te utakmice na svjetskim i europskim nogometnim prvenstvima te Lige prvaka. Na Europskom prvenstvu u nogometu – Njemačka 2024. urednik je i voditelj studijskih emisija.
Vjenčao se u veljači 2010. s novinarkom Majom Roščić s kojom ima dva sina Niku i Juraja.